# Sondaje de opinie pentru alegerile locale din România, 2024
În pregătirea alegerilor locale din 2024, care au avut loc la data de 9 iunie 2024 (concomitent cu cele europarlamentare), diverse organizații de sondare a opiniei publice din România au realizat o serie de sondaje de opinie pentru a măsura și urmări intenția de vot în rândul electoratului. Rezultatele tuturor acestor sondaje de opinie sunt prezentate în tabelele anuale de mai jos, în cadrul acestui articol Wikipedia.

## La nivel național
| Dată                | Sursă                 | Eșantion  |              |                       |           |        |        |       |       |       |       |       | Alții | Avans |       |       |       |       |       |
| ------------------- | --------------------- | --------- | ------------ | --------------------- | --------- | ------ | ------ | ----- | ----- | ----- | ----- | ----- | ----- | ----- | ----- | ----- | ----- | ----- | ----- |
| Dată                | Sursă                 | Eșantion  | 9 iunie 2024 | Alegerile locale 2024 | 9.043.191 | 34,74% | 29,07% | 6,28% | 6,28% | 6,28% | 6,26% | 4,87% | Alții | Avans | 4,32% | 0,18% | 0,24% | 14.04 | 5,67% |
| Dată                | Sursă                 | Eșantion  |              |                       |           |        |        |       |       |       |       |       |       |       |       |       |       |       |       |
| 20–25 mai 2024      | INSCOP                | 1.100     | 29,0%        | 27,6%                 | 12,7%     | 12,7%  | 12,7%  | 14,5% | 4,8%  | 1,5%  | 3,0%  | 3,0%  | 6,9%  | 1,4%  |       |       |       |       |       |
| 12–20 aprilie 2024  | INSCOP                | 1.100     | 28,4%        | 26,7%                 | 10,8%     | 10,8%  | 10,8%  | 14,4% | 5,3%  | 1,9%  | 3,4%  | 3,4%  | 9,1%  | 1,7%  |       |       |       |       |       |
| 19–28 martie 2024   | CURS                  | 1.067     | 35%          | 21%                   | 13%       | 13%    | 13%    | 13%   | 5%    | N/A   | N/A   | N/A   | 13%   | 14%   |       |       |       |       |       |
| februarie 2024      | INSCOP                | N/A       | 30,6%        | 25,6%                 | N/A       | N/A    | N/A    | N/A   | N/A   | N/A   | 3,1%  | 3,1%  | 40,1% | 5%    |       |       |       |       |       |
| 6–19 octombrie 2022 | CURS                  | N/A       | 31,0%        | 22,0%                 | 11,0%     | N/A    | N/A    | 14,0% | 4,0%  | 4,0%  | N/A   | N/A   | 14,0% | 9%    |       |       |       |       |       |
|                     |                       |           |              |                       |           |        |        |       |       |       |       |       |       |       |       |       |       |       |       |
| 27 septembrie 2020  | Alegerile locale 2020 | 8.420.741 | 30,34        | 32,32%                | 8,89%     | 6,04%  | N/A    | 0,87% | 4,87% | 4,68% | N/A   | N/A   | 7,07% | 1,98% |       |       |       |       |       |

## La nivel regional

### Primăria Municipiului București
| Dată                 | Sursă                                                                                                  | Dan | Cîrstoiu                                                                                               | Cîrstoiu                                                                                               | Firea                                                                                                  | Piedone                                                                                                | Burduja                                                                                                | Enache                                                                                                 | Șoșoacă                                                                                                | Voiculescu                                                                                             | Ciucu                                                                                                  | Băsescu                                                                                                | Târziu                                                                                                 | Alții                                                                                                  | Avans                                                                                                  |     |     |       |        |
| -------------------- | --- | --- | --- | --- | --- | --- | --- | --- | --- | --- | --- | --- | --- | --- | --- | --- | --- | ----- | ------ |
| Dată                 | Sursă                                                                                                  | 9 iunie 2024                                                                                           | Alegerile din 2024                                                                                     | 47.94%                                                                                                 | N/A | N/A | 22.17%                                                                                                 | 15.14%                                                                                                 | 7.79%                                                                                                  | 3.01%                                                                                                  | 2.51%                                                                                                  | N/A | N/A | Alții                                                                                                  | Avans                                                                                                  | N/A | N/A | 1.44% | 25.77% |
|                      | | | | | | | | | | | | | | | |     |     |       |        |
| 1–5 iunie 2024       | AtlasIntel                                                                                             | 45.2%                                                                                                  | N/A | N/A | 21.7%                                                                                                  | 15.4%                                                                                                  | 7.8%                                                                                                   | 5.7%                                                                                                   | 3.4%                                                                                                   | N/A | N/A | N/A | N/A | 0.8%                                                                                                   | 23.5%                                                                                                  |     |     |       |        |
| 29 mai–2 iunie       | Avangarde                                                                                              | 28,6%                                                                                                  | N/A | N/A | 26,5%                                                                                                  | 15,2%                                                                                                  | 13,8%                                                                                                  | 7,4%                                                                                                   | 5,3%                                                                                                   | N/A | N/A | N/A | N/A | 3,2%                                                                                                   | 2,1%                                                                                                   |     |     |       |        |
| 27–31 mai 2024       | IRSOP                                                                                                  | 43% | N/A | N/A | 18.0%                                                                                                  | 23.0%                                                                                                  | 4.0%                                                                                                   | N/A | N/A | N/A | N/A | N/A | N/A | 12.0%                                                                                                  | 20.0%                                                                                                  |     |     |       |        |
| 23–28 mai 2024       | Sociopol                                                                                               | 31% | N/A | N/A | 26% | 15% | 16% | 7% | 3% | N/A | N/A | N/A | N/A | 7% | 5% |     |     |       |        |
| 8–12 mai 2024        | IPSOS                                                                                                  | 43% | N/A | N/A | 19.1%                                                                                                  | 27.6%                                                                                                  | 5.7%                                                                                                   | 1.9%                                                                                                   | 2.6%                                                                                                   | N/A | N/A | N/A | N/A | N/A | 15.4%                                                                                                  |     |     |       |        |
| mai 2024             | ARA | 35% | N/A | N/A | 29% | 20% | 12% | 3% | N/A | N/A | N/A | N/A | N/A | 1% | 6% |     |     |       |        |
| 7–10 mai 2024        | Sociopol                                                                                               | 37.0%                                                                                                  | N/A | N/A | 23.0%                                                                                                  | 18.0%                                                                                                  | 16.0%                                                                                                  | 5.0%                                                                                                   | N/A | N/A | N/A | N/A | N/A | 1.0%                                                                                                   | 14.0%                                                                                                  |     |     |       |        |
| 23–27 aprilie 2024   | INSCOP                                                                                                 | 38.5%                                                                                                  | N/A | N/A | 21.4%                                                                                                  | 27.4%                                                                                                  | 10.1%                                                                                                  | 2.4%                                                                                                   | N/A | N/A | N/A | N/A | N/A | 0,2%                                                                                                   | 11.1%                                                                                                  |     |     |       |        |
| 24–27 aprilie 2024   | Avangarde                                                                                              | 31% | N/A | N/A | 24% | 20% | 15% | 7% | N/A | N/A | N/A | N/A | N/A | 0.4%                                                                                                   | 7% |     |     |       |        |
| aprilie 2024         | ARA | 37% | N/A | N/A | 23% | 28% | 9% | 3% | N/A | N/A | N/A | N/A | N/A | 0.4%                                                                                                   | 14% |     |     |       |        |
| 22 aprilie 2024      | PSD și PNL decid să renunțe la susținerea a lui Cătălin Cîrstoiu pentru a merge cu candidați separați. | PSD și PNL decid să renunțe la susținerea a lui Cătălin Cîrstoiu pentru a merge cu candidați separați. | PSD și PNL decid să renunțe la susținerea a lui Cătălin Cîrstoiu pentru a merge cu candidați separați. | PSD și PNL decid să renunțe la susținerea a lui Cătălin Cîrstoiu pentru a merge cu candidați separați. | PSD și PNL decid să renunțe la susținerea a lui Cătălin Cîrstoiu pentru a merge cu candidați separați. | PSD și PNL decid să renunțe la susținerea a lui Cătălin Cîrstoiu pentru a merge cu candidați separați. | PSD și PNL decid să renunțe la susținerea a lui Cătălin Cîrstoiu pentru a merge cu candidați separați. | PSD și PNL decid să renunțe la susținerea a lui Cătălin Cîrstoiu pentru a merge cu candidați separați. | PSD și PNL decid să renunțe la susținerea a lui Cătălin Cîrstoiu pentru a merge cu candidați separați. | PSD și PNL decid să renunțe la susținerea a lui Cătălin Cîrstoiu pentru a merge cu candidați separați. | PSD și PNL decid să renunțe la susținerea a lui Cătălin Cîrstoiu pentru a merge cu candidați separați. | PSD și PNL decid să renunțe la susținerea a lui Cătălin Cîrstoiu pentru a merge cu candidați separați. | PSD și PNL decid să renunțe la susținerea a lui Cătălin Cîrstoiu pentru a merge cu candidați separați. | PSD și PNL decid să renunțe la susținerea a lui Cătălin Cîrstoiu pentru a merge cu candidați separați. | PSD și PNL decid să renunțe la susținerea a lui Cătălin Cîrstoiu pentru a merge cu candidați separați. |     |     |       |        |
| 10–17 aprilie 2024   | Verifield                                                                                              | 46.1%                                                                                                  | 10.1%                                                                                                  | 10.1%                                                                                                  | N/A | 41.1%                                                                                                  | N/A | 2.3%                                                                                                   | N/A | N/A | N/A | N/A | N/A | 0.4%                                                                                                   | 5.0%                                                                                                   |     |     |       |        |
| 2–9 aprilie 2024     | CURS                                                                                                   | 27.0%                                                                                                  | 23.0%                                                                                                  | 23.0%                                                                                                  | N/A | 38.0%                                                                                                  | N/A | 5.0%                                                                                                   | 2.0%                                                                                                   | N/A | N/A | N/A | N/A | 5.0%                                                                                                   | 11.0%                                                                                                  |     |     |       |        |
| 5–8 aprilie 2024     | AtlasIntel                                                                                             | 37.1%                                                                                                  | 17.4%                                                                                                  | 17.4%                                                                                                  | N/A | 30.0%                                                                                                  | N/A | 4.9%                                                                                                   | N/A | N/A | N/A | N/A | N/A | 9.4%                                                                                                   | 7.1%                                                                                                   |     |     |       |        |
| 21–24 martie 2024    | Sociopol                                                                                               | 34.0%                                                                                                  | 26.0%                                                                                                  | 26.0%                                                                                                  | N/A | 30.0%                                                                                                  | N/A | 6.0%                                                                                                   | 4.0%                                                                                                   | N/A | N/A | N/A | N/A | N/A | 4.0%                                                                                                   |     |     |       |        |
| 20–24 martie 2024    | Avangarde                                                                                              | 41.0%                                                                                                  | 29.0%                                                                                                  | 29.0%                                                                                                  | N/A | N/A | N/A | 27.0%                                                                                                  | N/A | N/A | N/A | N/A | N/A | 3.0%                                                                                                   | 12.0%                                                                                                  |     |     |       |        |
| 20–24 martie 2024    | Avangarde                                                                                              | 30.0%                                                                                                  | 16.0%                                                                                                  | 16.0%                                                                                                  | N/A | 42.0%                                                                                                  | N/A | 10.0%                                                                                                  | N/A | N/A | N/A | N/A | N/A | 2.0%                                                                                                   | 12.0%                                                                                                  |     |     |       |        |
| 2–9 martie 2024      | Verifield                                                                                              | 39.3%                                                                                                  | N/A | N/A | N/A | 40.4%                                                                                                  | 16.0%                                                                                                  | 1.0%                                                                                                   | 2.4%                                                                                                   | N/A | N/A | N/A | N/A | 0.9%                                                                                                   | 1.1%                                                                                                   |     |     |       |        |
| 9–23 febuarie 2024   | CURS                                                                                                   | 36.0%                                                                                                  | N/A | N/A | 33.0%                                                                                                  | 10.0%                                                                                                  | N/A | 8.0%                                                                                                   | 5.0%                                                                                                   | N/A | N/A | N/A | N/A | 8.0%                                                                                                   | 3.0%                                                                                                   |     |     |       |        |
| 7–14 septembrie 2022 | Avangarde                                                                                              | 18.0%                                                                                                  | N/A | N/A | 30.0%                                                                                                  | N/A | 4.0%                                                                                                   | N/A | N/A | 14.0%                                                                                                  | 18.0%                                                                                                  | N/A | N/A | 4.0%                                                                                                   | 12.0%                                                                                                  |     |     |       |        |
|                      | | | | | | | | | | | | | | | |     |     |       |        |
| 27 septembrie 2020   | Alegerile din 2020                                                                                     | 42.81%                                                                                                 | N/A | N/A | 37.97%                                                                                                 | N/A | N/A | N/A | N/A | N/A | N/A | 10.99%                                                                                                 | 0.67%                                                                                                  | 7.56%                                                                                                  | 4.84%                                                                                                  |     |     |       |        |

1. ↑  Nicușor Dan candidează ca independent și este susținut de Alianța Dreapta Unită (ADU) constituită din Uniunea Salvați România (USR), Partidul Mișcarea Populară (PMP) și Forța Dreptei (FD), cu sprijinul adițional al partidului Reînnoim Proiectul European al României (REPER) și al Partidului Verde (PV).
2. ↑  George Simion, liderul partidului Alianța pentru Unirea Românilor (AUR), are 12% în acest sondaj.

### Consiliul General al Municipiului București
| Dată                  | Sursă      | Eșantion | PSD-PNL      | PSD-PNL | Dreapta Unită | Dreapta Unită | Dreapta Unită | AUR    | PRO    | PUSL   | AER   | AER  | S.O.S. | REPER | Alții | Avans |     |       |       |      |       |
| Dată                  | Sursă      | Eșantion | PSD          | PNL     | USR           | PMP           | FD            | AUR    | PRO    | PUSL   | PER   | PV   | S.O.S. | REPER | Alții | Avans |     |       |       |      |       |
| Dată                  | Sursă      | Eșantion | 9 iunie 2024 | Alegeri | 747.254       | 26.56%        | 12.60%        | 27.61% | 27.61% | 27.61% | 8.17% | N/A  | 9.38%  | 2.46% | Alții | Avans | N/A | 4.13% | 7.19% | 1.9% | 1.11% |
| --------------------- | ---------- | -------- | ------------ | ------- | ------------- | ------------- | ------------- | ------ | ------ | ------ | ----- | ---- | ------ | ----- | ----- | ----- | --- | ----- | ----- | ---- | ----- |
| 1–5 iunie 2024        | AtlasIntel | 2.873    | 24.2%        | 7.6%    | 39.3%         | 39.3%         | 39.3%         | 12.1%  | N/A    | 6.7%   | 0.1%  | 0.1% | 4.7%   | 4.4%  | 0.9%  | 15.1% |     |       |       |      |       |
| 8–12 mai 2024         | IPSOS      | 1.200    | 27.5%        | 10.5%   | 36.4%         | 36.4%         | 36.4%         | 6.4%   | N/A    | 13.7%  | N/A   | N/A  | 2.6%   | 2.7%  | 0.2%  | 8.9%  |     |       |       |      |       |
| 23–27 aprilie 2024    | INSCOP     | 2.100    | 29.0%        | 13.9%   | 31.4%         | 31.4%         | 31.4%         | 10.6%  | N/A    | 6.7%   | 2.7%  | N/A  | 2.6%   | N/A   | 3.1%  | 2.4%  |     |       |       |      |       |
| 24–27 aprilie 2024    | Avangarde  | 1.150    | 31.0%        | 20.0%   | 25.0%         | 25.0%         | 25.0%         | 9.0%   | N/A    | 10.0%  | N/A   | N/A  | 2.0%   | 1.0%  | 2.0%  | 6.0%  |     |       |       |      |       |
| 10–17 aprilie 2024    | Verifield  | 1.800    | 37.1%        | 37.1%   | 28.4%         | 28.4%         | 28.4%         | 8.9%   | 1.6%   | 8.6%   | 2.8%  | 2.8% | 4.2%   | 5.7%  | 2.7%  | 8.7%  |     |       |       |      |       |
| 2–9 aprilie 2024      | CURS       | 1.067    | 48.0%        | 48.0%   | 24.0%         | 24.0%         | 24.0%         | 11.0%  | N/A    | 12.0%  | N/A   | N/A  | 3.0%   | N/A   | 2.0%  | 24.0% |     |       |       |      |       |
| 5–8 aprilie 2024      | AtlasIntel | 1.092    | 41.5%        | 41.5%   | 34.3%         | 34.3%         | 34.3%         | 9.8%   | 1.2%   | 6.5%   | N/A   | N/A  | 2.8%   | 2.7%  | 1.2%  | 7.2%  |     |       |       |      |       |
| 2–9 martie 2024       | Verifield  | N/A      | 30.7%        | 17.5%   | 27.2%         | 27.2%         | 27.2%         | 4.1%   | N/A    | 4.5%   | 3.9%  | 3.9% | 4.9%   | 3.5%  | 3.7%  | 3.5%  |     |       |       |      |       |
| 9–23 febuarie 2024    | CURS       | 1.067    | 34.0%        | 16.0%   | 23.0%         | 23.0%         | 23.0%         | 13.0%  | N/A    | 6.0%   | N/A   | N/A  | 6.0%   | N/A   | 3.0%  | 11.0% |     |       |       |      |       |
| 1–10 ianuarie 2024    | IPSOS      | N/A      | 39.5%        | 15.5%   | 22.4%         | 2.3%          | N/A           | 11.7%  | N/A    | N/A    | N/A   | N/A  | N/A    | N/A   | 7.8%  | 17.1% |     |       |       |      |       |
| 19–27 octombrie 2023  | CURS       | N/A      | 31.0%        | 17.0%   | 17.0%         | 5.0%          | N/A           | 14.0%  | N/A    | 5.0%   | N/A   | N/A  | 6.0%   | N/A   | 5.0%  | 14.0% |     |       |       |      |       |
| februarie 2022        | ISPAP      | N/A      | 31.0%        | 11.0%   | 18.0%         | 3.0%          | N/A           | 12.0%  | 2.0%   | 4.0%   | N/A   | N/A  | N/A    | N/A   | 12.0% | 13.0% |     |       |       |      |       |
| 14–20 ianuarie 2022   | CURS       | 1.023    | 34.0%        | 17.0%   | 17.0%         | 6.0%          | N/A           | 13.0%  | 2.0%   | 5.0%   | N/A   | N/A  | N/A    | N/A   | 4.0%  | 17.0% |     |       |       |      |       |
| 17–23 septembrie 2021 | CURS       | N/A      | 33.0%        | 21.0%   | 23.0%         | 4.0%          | N/A           | 8.0%   | 3.0%   | 4.0%   | N/A   | N/A  | N/A    | N/A   | N/A   | 10.0% |     |       |       |      |       |
| iulie 2021            | CURS       | N/A      | 32.0%        | 22.0%   | 25.0%         | 4.0%          | N/A           | 8.0%   | 2.0%   | 4.0%   | N/A   | N/A  | N/A    | N/A   | N/A   | 7.0%  |     |       |       |      |       |
| mai 2021              | CURS       | N/A      | 29.0%        | 22.0%   | 27.0%         | 4.0%          | N/A           | 9.0%   | 3.0%   | 4.0%   | N/A   | N/A  | N/A    | N/A   | 2.0%  | 2.0%  |     |       |       |      |       |
| martie 2021           | CURS       | N/A      | 32.0%        | 20.0%   | 27.0%         | 5.0%          | N/A           | 7.0%   | 2.0%   | 4.0%   | N/A   | N/A  | N/A    | N/A   | 3.0%  | 5.0%  |     |       |       |      |       |
| 26 septembrie 2020    | Alegeri    | 652.155  | 32.38%       | 19.31%  | 26.98%        | 7.82%         | N/A           | 0.88%  | 1.72%  | 0.95%  | 0.73% | N/A  | N/A    | N/A   | N/A   | 5.0%  |     |       |       |      |       |

#### Primăria Sectorului 1
| 28 mai–5 iunie 2024 | AtlasIntel         | 37.8%  | 37.8%  | 37.8%  | 36.6% | 36.6% | 9.9% | 8.7%  | 1.5% | N/A  | N/A    | 5.5%   | 1.2%  |  |  |
| mai 2024            | CURS               | 33.0%  | 33.0%  | 33.0%  | 35.0% | 35.0% | 9.0% | 9.0%  | N/A  | N/A  | 7.0%   | 7.0%   | 2.0%  |  |  |
| 8–25 aprilie 2024   | IPSOS              | 37.3%  | 37.3%  | 37.3%  | 28.6% | 28.6% | 6.1% | 22.8% | 2.2% | 1.7% | 1.0%   | 0.3%   | 8.7%  |  |  |
|                     |                    |        |        |        |       |       |      |       |      |      |        |        |       |  |  |
| 27 septembrie 2020  | Alegerile din 2020 | 40.94% | 40.94% | 40.94% | N/A   | N/A   | N/A  | N/A   | N/A  | N/A  | 39.81% | 19.25% | 1.13% |  |  |

#### Consiliul Local Sector 1 (București)
| Date               | Sursă                     | Eșantion | PSD-PNL  | PSD-PNL | ADU    | ADU   | ADU   | AUR   | PRO   | Alții | Avans |      |     |        |      |
| Date               | Sursă                     | Eșantion | PSD      | PNL     | USR    | PMP   | FD    | AUR   | PRO   | Alții | Avans |      |     |        |      |
| ------------------ | ------------------------- | -------- | -------- | ------- | ------ | ----- | ----- | ----- | ----- | ----- | ----- | ---- | --- | ------ | ---- |
| Date               | Sursă                     | Eșantion | mai 2024 | CURS    | N/A    | 42.0% | 42.0% | 33.0% | 33.0% | 33.0% | Avans | 9.0% | N/A | 16.0%% | 9.0% |
| 8–25 aprilie 2024  | IPSOS                     | 1.300    | 34.8%    | 34.8%   | 40.9%  | 40.9% | 40.9% | 7.0%  | 0.8%  | 16.5% | 6.1%  |      |     |        |      |
| 24 septembrie 2021 | CURS                      | N/A      | 35.0%    | 21.0%   | 18.0%  | 8.0%  | N/A   | 8.0%  | 4.0%  | 3.0%  | 14.0% |      |     |        |      |
| 27 septembrie 2020 | Alegerile locale din 2020 | N/A      | 31.07%   | 18.94%  | 29.98% | 8.76% | N/A   | 0.67% | 2.12% | N/A   | 1.09% |      |     |        |      |

1. ↑  Clotilde Armand a candidat doar din partea Uniunii Salvați România (USR; atunci Alianța 2020 USR PLUS formată împreună cu Partidul Libertate, Unitate și Solidaritate, PLUS pe scurt) la alegerile locale precedente din 2020; Forța Dreptei (FD) nu a existat atunci iar Partidul Mișcarea Populară (PMP) a avut propriul candidat care a obținut 7.78% din voturi.

### Târgu-Jiu
| Date               | Sursă                                                            | PSD            | PNL   | PV    | AUR   | USR   | PMP   | PRO  | Alții | Avans |      |      |       |       |
| ------------------ | ---------------------------------------------------------------- | -------------- | ----- | ----- | ----- | ----- | ----- | ---- | ----- | ----- | ---- | ---- | ----- | ----- |
| Date               | Sursă                                                            | februarie 2024 | PSD   | 29.2% | 15.4% | 12.3% | 12.1% | 8.1% | Alții | Avans | 4.6% | 3.0% | 15.3% | 13.8% |
| 6 decembrie 2020   | Alegerile parlamentare                                           | 34.6%          | 21.6% | 3.4%  | 6.3%  | 14.2% | 4.5%  | 8.3% | 7.0%  | 13.0% |      |      |       |       |
| 26 septembrie 2020 | Alegerile locale Arhivat în 26 aprilie 2023, la Wayback Machine. | 27.8%          | 37.4% | 6.5%  | N/A   | 5.6%  | 4.9%  | 7.6% | 10.3% | 9.6%  |      |      |       |       |

### Alba-Iulia
| Date                 | Sursă                                                            | PNL            | PSD   | USR   | AUR   | PMP   | PV   | Alții | Avans |      |     |       |      |
| -------------------- | ---------------------------------------------------------------- | -------------- | ----- | ----- | ----- | ----- | ---- | ----- | ----- | ---- | --- | ----- | ---- |
| Date                 | Sursă                                                            | octombrie 2023 | PSD   | 23.0% | 15.3% | 12.3% | 8.3% | Alții | Avans | 1.0% | N/A | 40.1% | 7.7% |
| 23–26 noiembrie 2021 | CURS                                                             | 19.0%          | 30.0% | 22.0% | 17.0% | 3.0%  | 1.0% | 8.0%  | 8.0%  |      |     |       |      |
| 6 decembrie 2020     | Alegerile parlamentare                                           | 27.1%          | 19.5% | 28.0% | 10.3% | 3.9%  | 1.1% | 10.0% | 0.9%  |      |     |       |      |
|                      |                                                                  |                |       |       |       |       |      |       |       |      |     |       |      |
| 27 septembrie 2020   | Alegerile locale Arhivat în 26 aprilie 2023, la Wayback Machine. | 33.7%          | 11.9% | 26.2% | 8.3%  | 3.4%  | 1.7% | 19.0% | 7.5%  |      |     |       |      |

#### Primăria municipiului Alba-Iulia
| Dată                 | Sursă | Gabriel Pleșa | Dana Nanu | Dana Nanu | Dana Nanu | Voicu Vușcan | Călin Matieș | Diana Ludoșan | Liviu Pădurean | Alții | Avans | | |
| -------------------- | --- | --- | --- | --- | --- | --- | --- | --- | --- | --- | --- | --- | --- |
| Dată                 | Sursă | mai 2024 | Perioada limită de depunere a candidaturilor a expirat, astfel că vor fi 5 candidați pentru primăria Alba-Iulia.                       | Perioada limită de depunere a candidaturilor a expirat, astfel că vor fi 5 candidați pentru primăria Alba-Iulia.                       | Perioada limită de depunere a candidaturilor a expirat, astfel că vor fi 5 candidați pentru primăria Alba-Iulia.                       | Perioada limită de depunere a candidaturilor a expirat, astfel că vor fi 5 candidați pentru primăria Alba-Iulia.                       | Perioada limită de depunere a candidaturilor a expirat, astfel că vor fi 5 candidați pentru primăria Alba-Iulia.                       | Perioada limită de depunere a candidaturilor a expirat, astfel că vor fi 5 candidați pentru primăria Alba-Iulia.                       | Perioada limită de depunere a candidaturilor a expirat, astfel că vor fi 5 candidați pentru primăria Alba-Iulia.                       | Perioada limită de depunere a candidaturilor a expirat, astfel că vor fi 5 candidați pentru primăria Alba-Iulia.                       | Perioada limită de depunere a candidaturilor a expirat, astfel că vor fi 5 candidați pentru primăria Alba-Iulia.                       | Perioada limită de depunere a candidaturilor a expirat, astfel că vor fi 5 candidați pentru primăria Alba-Iulia. | Perioada limită de depunere a candidaturilor a expirat, astfel că vor fi 5 candidați pentru primăria Alba-Iulia. |
| 11–14 decembrie 2023 | Tab Research | 45.0% | 7.0% | 7.0% | 7.0% | 13.8% | 29.2% | N/A | N/A | 5.0% | 15.8% | | |
| Dată                 | Sursă | Gabriel Pleșa | Ion Dumitrel | Ion Dumitrel | Ion Dumitrel | Marius Hațegan | Gheorghe Dămian | Călin Matieș | Mircea Trifu | Alții | Avans | | |
| Dată                 | Sursă | | | | | | | | | Alții | Avans | | |
| decembrie 2023       | Gabriel Pleșa, primarul municipiului Alba Iulia, părăsește Uniunea Salvați România (USR) și revine în Partidul Național Liberal (PNL). | Gabriel Pleșa, primarul municipiului Alba Iulia, părăsește Uniunea Salvați România (USR) și revine în Partidul Național Liberal (PNL). | Gabriel Pleșa, primarul municipiului Alba Iulia, părăsește Uniunea Salvați România (USR) și revine în Partidul Național Liberal (PNL). | Gabriel Pleșa, primarul municipiului Alba Iulia, părăsește Uniunea Salvați România (USR) și revine în Partidul Național Liberal (PNL). | Gabriel Pleșa, primarul municipiului Alba Iulia, părăsește Uniunea Salvați România (USR) și revine în Partidul Național Liberal (PNL). | Gabriel Pleșa, primarul municipiului Alba Iulia, părăsește Uniunea Salvați România (USR) și revine în Partidul Național Liberal (PNL). | Gabriel Pleșa, primarul municipiului Alba Iulia, părăsește Uniunea Salvați România (USR) și revine în Partidul Național Liberal (PNL). | Gabriel Pleșa, primarul municipiului Alba Iulia, părăsește Uniunea Salvați România (USR) și revine în Partidul Național Liberal (PNL). | Gabriel Pleșa, primarul municipiului Alba Iulia, părăsește Uniunea Salvați România (USR) și revine în Partidul Național Liberal (PNL). | Gabriel Pleșa, primarul municipiului Alba Iulia, părăsește Uniunea Salvați România (USR) și revine în Partidul Național Liberal (PNL). | Gabriel Pleșa, primarul municipiului Alba Iulia, părăsește Uniunea Salvați România (USR) și revine în Partidul Național Liberal (PNL). | | |
| octombrie 2023       | PSD | 25.2% | N/A | N/A | N/A | 10.7% | N/A | 19.6% | 2.0% | 36.6% | 5.6% | | |
| 1–18 mai 2022        | USR | 30.0% | 17.0% | 17.0% | 17.0% | N/A | 11.0% | 6.0% | 5.0% | 5.0% | 13.0% | | |

1. ↑  În sondajul respectiv, Dana Nanu apare ca independent, întrucât încă nu era susținută de Alianța Dreapta Unită (ADU).

### Cluj-Napoca
| Dată               | Sursă                                                            | PNL              | USR                                         | UDMR  | PSD   | PMP   | AUR   | PV   | Alții | Avans |      |     |      |      |
| Dată               | Sursă                                                            | 6 decembrie 2020 | Alegerile parlamentare (Camera Deputaților) | 32.4% | 31.1% | 11.2% | 10.6% | 3.2% | Alții | Avans | 3.9% | N/A | 7.6% | 1.3% |
| ------------------ | ---------------------------------------------------------------- | ---------------- | ------------------------------------------- | ----- | ----- | ----- | ----- | ---- | ----- | ----- | ---- | --- | ---- | ---- |
|                    |                                                                  |                  |                                             |       |       |       |       |      |       |       |      |     |      |      |
| 27 septembrie 2020 | Alegerile locale Arhivat în 26 aprilie 2023, la Wayback Machine. | 54.5%            | 17.1%                                       | 11.3% | 7.43% | 1.9%  | 1.2%  | 1.2% | 5.5%  | 35.4% |      |     |      |      |

#### Primăria municipiului Cluj-Napoca
| Dată | Sursă | Emil Boc                       | Viorel Băltărețu | Patriciu Achimaș | Olah Emese | Alții | Avans |       |      |      |       |
| ---- | ----- | ------------------------------ | ---------------- | ---------------- | ---------- | ----- | ----- | ----- | ---- | ---- | ----- |
| Dată | Sursă | 23 septembrie-4 octombrie 2023 | CIRA             | 60.0%            | 18.0%      | Alții | Avans | 12.0% | 5.0% | 5.0% | 42.0% |

### Constanța
| Dată               | Sursă                                                        | PNL      | USR   | PMP   | PSD   | PER   | AUR   | PV   | Alții  | Avans |       |      |       |      |
| ------------------ | ------------------------------------------------------------ | -------- | ----- | ----- | ----- | ----- | ----- | ---- | ------ | ----- | ----- | ---- | ----- | ---- |
| Dată               | Sursă                                                        | mai 2024 | IRES  | 23.0% | 18.0% | 18.0% | 20.0% | 5.0% | Alții  | Avans | 10.0% | 2.0% | 22.0% | 3.0% |
| aprilie 2024       | USR                                                          | 19.8%    | 24.5% | 24.5% | 24.1% | 2.7%  | 15.7% | 3.9% | 9.3%   | 0.4%  |       |      |       |      |
| decembrie 2023     | ARA Public Opinion                                           | 18.0%    | 21.0% | 3.0%  | 27.0% | 1.0%  | 17.0% | 1.0% | 12.0%  | 6.0%  |       |      |       |      |
| 6 decembrie 2020   | Alegerile parlamentare                                       | 26.1%    | 26.4% | 4.2%  | 22.3% | 2.34% | 8.9%  | 0.9% | 11.3%  | 0.3%  |       |      |       |      |
|                    |                                                              |          |       |       |       |       |       |      |        |       |       |      |       |      |
| 27 septembrie 2020 | Alegerile locale Arhivat în 30 mai 2024, la Wayback Machine. | 27.7%    | 23.9% | 4.7%  | 19.9% | 3.76% | N/A   | 1.8% | 22.1 % | 3.8%  |       |      |       |      |

### Iași
| Date               | Sursă                                                            | USR              | PNL                  | PSD   | AUR   | PMP   | PV   | Alții | Avans |      |      |       |       |
| Date               | Sursă                                                            | 6 decembrie 2020 | Alegeri parlamentare | 31.7% | 21.4% | 21.0% | 8.7% | Alții | Avans | 5.7% | 1.3% | 11.5% | 10.3% |
| ------------------ | ---------------------------------------------------------------- | ---------------- | -------------------- | ----- | ----- | ----- | ---- | ----- | ----- | ---- | ---- | ----- | ----- |
|                    |                                                                  |                  |                      |       |       |       |      |       |       |      |      |       |       |
| 27 septembrie 2020 | Alegerile locale Arhivat în 26 aprilie 2023, la Wayback Machine. | 29.0%            | 32.2%                | 16.4% | 1.4%  | 5.1%  | 3.8% | 8.4%  | 3.2%  |      |      |       |       |

### Brașov
| Dată                           | Sursă                                                            | PNL                 | USR   | PSD    | AUR    | UDMR  | Alții | Avans |       |       |        |        |
| ------------------------------ | ---------------------------------------------------------------- | ------------------- | ----- | ------ | ------ | ----- | ----- | ----- | ----- | ----- | ------ | ------ |
| Dată                           | Sursă                                                            | 16–24 ianuarie 2024 | ASUM  | 38.53% | 22.94% | 7.34% | Alții | Avans | 6.42% | 0.92% | 23.85% | 15.59% |
| 31 octombrie–23 noiembrie 2023 | USR                                                              | 22.0%               | 31.0% | 15.0%  | 11.0%  | 4.0%  | 17.0% | 9.0%  |       |       |        |        |
| 6 decembrie 2020               | Alegerile parlamentare                                           | 22.5%               | 35.5% | 19.1%  | 5.4%   | 4.6%  | 12.9% | 13.0% |       |       |        |        |
|                                |                                                                  |                     |       |        |        |       |       |       |       |       |        |        |
| 27 septembrie 2020             | Alegerile locale Arhivat în 26 aprilie 2023, la Wayback Machine. | 31.8%               | 32.7% | 11.8%  | 0.3%   | 4.7%  | 18.7% | 0.9%  |       |       |        |        |

#### Primăria municipiului Brașov
| Dată                           | Sursă | Adrian Veștea       | George Scripcaru | Allen Coliban | Lucian Pătrașcu | Alții | Avans |       |      |       |      |
| ------------------------------ | ----- | ------------------- | ---------------- | ------------- | --------------- | ----- | ----- | ----- | ---- | ----- | ---- |
| Dată                           | Sursă | 16–24 ianuarie 2024 | ASUM             | 28.0%         | 22.0%           | Alții | Avans | 19.1% | 5.1% | 25.8% | 7.0% |
| 31 octombrie–23 noiembrie 2023 | USR   | 29.0%               | 21.0%            | 36.0%         | 7.0%            | 7.0%  | 7.0%  |       |      |       |      |

### Timișoara
| Dată               | Sursă                                                            | PNL            | PSD   | USR   | AUR   | PMP   | Alții | Avans |       |     |       |      |
| ------------------ | ---------------------------------------------------------------- | -------------- | ----- | ----- | ----- | ----- | ----- | ----- | ----- | --- | ----- | ---- |
| Dată               | Sursă                                                            | noiembrie 2023 | PSD   | 27.0% | 25.0% | 23.0% | Alții | Avans | 10.0% | N/A | 15.0% | 2.0% |
| 6 decembrie 2020   | Alegerile parlamentare                                           | 21.7%          | 15.8% | 40.3% | 4.9%  | 5.4%  | 12.0% | 18.6% |       |     |       |      |
|                    |                                                                  |                |       |       |       |       |       |       |       |     |       |      |
| 27 septembrie 2020 | Alegerile locale Arhivat în 26 aprilie 2023, la Wayback Machine. | 30.4%          | 9.6%  | 41.4% | 1.3%  | 1.8%  | 15.5% | 11.0% |       |     |       |      |

#### Primăria municipiului Timișoara
| Dată           | Sursă | Nicolae Robu  | Dominic Fritz | Dorel Săndesc | Alții | Avans |       |     |       |       |
| -------------- | ----- | ------------- | ------------- | ------------- | ----- | ----- | ----- | --- | ----- | ----- |
| Dată           | Sursă | ianuarie 2024 | PNL           | 47.0%         | Alții | Avans | 30.0% | N/A | 27.0% | 17.0% |
| noiembrie 2023 | PSD   | 27.0%         | 33.0%         | 24.0%         | 16.0% | 6.0%  |       |     |       |       |